# Кімерійський вал

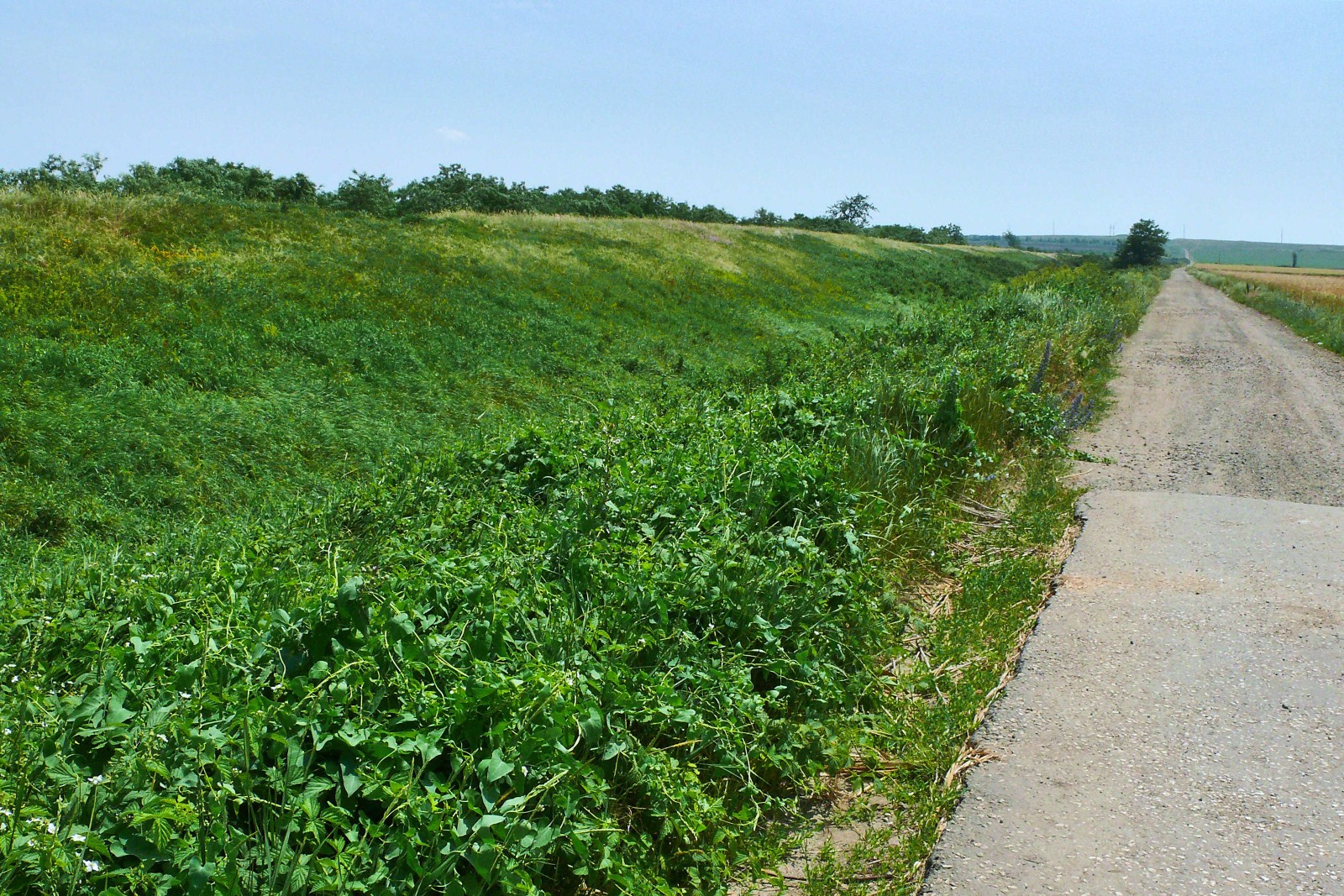
Кімерійський вал в Криму. Автор: Piotr Matyga, 2010

Кімерійський вал, або Узунларський вал, також іменується Аккосів або Аккозький (за назвою кримсько-татарського села Аккез) вал — комплексна фортифікаційна споруда, що являє собою рів з валом, укріпленими проїздами та однотипними баштами-фортами, що відділяє Керченський півострів (його східну половину) від Криму і побудована близько 2,3 тисяч років тому. Тягнеться на 40-42 км від Азовського моря аж до Чорного моря, точніше від Казантипської затоки на півночі і до північного краю Узунларського озера на півдні. Перешийок між Узунларським і Кояшським озером прикривав Кояшський (Елькенський) вал (2 км завдовжки), який можна розглядати як продовження Кімерійського валу.

## Вали Керченського півострова
У західній частині Керченського півострова всього відомо три-чотири довгих меридіональних (з півночі на південь) вали: Ак-Монайський вал (від Сивашу до відрогів Кримських гір); Асандрів вал (в найвужчому місці); Кімерійський, він же Узунларський-Аккосів; Чокракський вал. У східній частині описані три Тірітакських вали. Деякі дослідники, зокрема В.Гайдукевич та В.Блаватський, вважають, що Тірітакські вали - це залишки кімерійських стін і валів у Скіфії,  про які писав Геродот.

Найкраще зберігся саме Кімерійський вал.

## Створення Кімерійського вала
За деякими версіями Кімерійський вал побудований ще кімерійцями, для захисту своєї держави (Кімерія) від набігів інших кочівників.
Кімерійці жили в Тавриці на самому початку залізної доби. Їхні загони складалися з кінних воїнів, які добре володіли мечами та луками, що викликає сумніви щодо того чи потрібно було їм будувати таку потужну оборонну споруду.
Античний історик Геродот повідомляв, що кімерійці були витіснені скіфами і вже в VII столітті до н. е. зникли з історичної арени Криму.
За іншою версією цей вал був побудований пізніше древніми греками-колоністами в античний час (IV–III ст. до н. е.) і став найважливішою оборонною спорудою  Боспорського царства, яке оформилося як союз грецьких міст-полісів близько 510 року до н. е.

## Історія Кімерійського валу
Спочатку в цій споруді передбачалися розриви. Це були проїзди для основних доріг (не менше десяти шириною до 20-30 м), життєво важливих для торгівлі греків-колоністів.
До початку нашої ери за валом зводяться численні однотипні оборонні вежі-форти (розмірами приблизно 10 м х 12 м) Через кожні 2,5 км одна від одної, а сам вал і проїзди для доріг в ньому зміцнюються каменем і фланкуючими вежами.
На початку II століття н. е. на Узунларському валу були додатково укріплені проїзди головної дороги. Пізніше було побудовано поселення-фортеця (Ново-Миколаївське городище) — передбачуване містечко Савроматій. Також вал і Узунларське озеро з коротким Кояшським (Елькенським) валом прикривали близько розташований (на  горі Опук) важливе прикордонне місто-порт Кімерік.

## Розміри валу
В давнину ширина валу (місцями посиленого кам'яною серцевиною) біля основи досягала 20 м, глибина рову — близько 5 м, висота валу (від дна рову) — 7-8 м. З урахуванням довжини споруди (40-42 км) обсяг робіт по створенню вала був просто приголомшливим.
До середини XIX століття вал осів, рів обплив, ширина валу склала 28,5 м (40 аршинів), ширина рову — 14, 2 м (20 аршинів).
Зараз для найбільш збережених ділянок в північній частині (від Азовського моря до залізниці Керч-Владиславівка) їхні розміри набагато скромніші: ширина насипу 28-30 м (до 40 м), висота насипу 2,8-3 м, ширина рову досягає 20 м при глибині 1,5-2 м. Крім того вал частково затоплений (протягом 500–400 м) Керченським водосховищем на сусідній ділянці і розсічений дорогами і комунікаціями південніше.

## Згадки у письмових джерелах
Вал згадувався в багатьох історичних рукописах. До XVIII століття вал частіше називався Аксарая-Темір-Ендек — в перекладі з тюркської мови це означає: Старий — Залізний — рів. Назва «Залізний» пов'язана із запасами залізних руд (у насипу валу виявлено шари, що містять оксиди заліза). Вал згадується у сучасній художній літературі, зокрема про нього писав Віталій Полупуднєв в історичному романі «У Понта Эвксинского».

## Археологічні дослідження
Узунларський вал став здобиччю археологів у другій половині XX ст. у зв'язку з будівництвом відгалуження Північно-Кримського каналу. Роботи велися в районі так званої Таганашської улоговини, в 30 км на захід від Керчі. Було зроблено кілька поперечних розрізів валу та виявлено артефакти, що визначили його приблизне датування. Згодом і вал, і рів неодноразово прорізалися будівельниками і археологами, що дозволило вивчити їх детальніше. В 1980-ті роки на ділянці валу в долині Ель-Шенгель (на захід від сел. Горностаївка) було проведено досить обширні розкопки основного валу і ще двох валів, що підсилюють основний вал в місці уразливому для прориву ворожої кінноти.
Археологічні знахідки і радіовуглецевий аналіз чотирьох знайдених веж-фортів в 1990 році, вказують, що всі вони були спалені під час боспорської громадянської війни десь в останній чверті I ст. до н. е. Але таке тотальне руйнування можна пояснити тільки діями, котрі проводили проти боспорян зовсім іншим противником, можливо царем  Понту  Полемоном I, васалом  Рима. Римляни, діючи відповідно до своєї звичайної в такому випадку тактики, просто зносили всі оборонні споруди держави, в лояльності якої виникали сумніви на той момент.
У 2002 р. С. Г. Колтуховим було проведено охоронні розкопки валу і рову в декількох кілометрах на південь від сел. Горностаївка, південніше городища Савроматій.
В ході тих робіт були досліджені: сам вал (сегментовидний в перерізі з пласкою вершиною висотою 1,7 м і ширина в основі близько 10 м, ймовірно зі східного боку укріплений крепідами); імовірно берма, і трапецієподібний в профілі рів з плоским дном, порівняно похилим ескарпом і крутим контрескарпом. Було виділено два (можливо і три) будівельних періоди. У першому періоді глибина рову становила 2 м, дно було плоским. В останньому будівельному періоді, західну частину первісного рову розчистили до дна. Новий рів (глибиною близько 2,5 м, шириною по дну близько 1,5 м, вгорі не менше 3,7 м) майже повторив профіль попередньої конструкції.
Вдалося визначити нижню часову межу створення валу: під найдавнішим насипом валу, на рівні похованої природної поверхні виявлено кілька фрагментів амфор Гераклеї Понтійської і Фасоса. Також в шарі за валом і в заповненні рову виявлено фрагменти амфор Фасосу,  Гераклеї та раннього  Херсонесу. Тому дослідники припустили, що вал в цьому місці був побудований ніяк не раніше IV–III ст. до н. е.

## Де можна подивитися на цей вал?
Сучасна автомобільна дорога М17 (E97) з  Феодосії перетинає вал (добре збережений на південь від дороги) в 2,5 км на схід від повороту на Марфівка, 3 км на захід від селища  Горностаївка.
Вища точка валу — висота 178 південніше від дороги М17 (E97) Керч — Феодосія. Найбільш збережена ділянка між висотою 178 і озером Марфівське (вал до 7 м заввишки).

## Другий «кімерійський вал» на Таманському півострові
Назву «Кімерійський вал» також отримав інший історичний об'єкт часів античності, розташований за  Керченською протокою на  Таманському півострові. Вал завдовжки близько 40 км можна побачити на карті Wikimapia — він тягнеться від центру  Таманського затоки по його дну близько 20 км на північний схід і у вигляді наземної частини довжиною 20 км продовжується далі на північний схід до селища Пересип (закінчується не доходячи до берега  Темрюкської затоки).
Ще в 1957 році археолог В. В. Веселов припустив, що це був не стільки оборонний вал, скільки гідротехнічна споруда. Це був судноплавний канал для проходу до порту Фанагорія (залишки цього стародавнього боспорського городища — столиці Боспорського царства, археолог виявив приблизно в 700–800 м на південний схід від східного кінця цього вала) судів в умовах міліючих Таманської затоки та лиманів.

## Фотографії валу в Інтернеті
- http://gornostaevka.ru/publ/4-1-0-50 [Архівовано 21 березня 2014 у Wayback Machine.]
- http://bike-crimea.com/blog/2013/uzunlarskiy-val/ [Архівовано 11 жовтня 2014 у Wayback Machine.]
- http://www.krym4x4.com/?page=reporting/1 [Архівовано 3 серпня 2020 у Wayback Machine.]
- http://www.krym4x4.com/?page=reporting/2 [Архівовано 5 березня 2016 у Wayback Machine.]